# Punctelia appalachensis
Punctelia appalachensis är en lavart som först beskrevs av William Louis Culberson, och fick sitt nu gällande namn av Krog. Punctelia appalachensis ingår i släktet Punctelia och familjen Parmeliaceae.   Inga underarter finns listade i Catalogue of Life.

## Källor

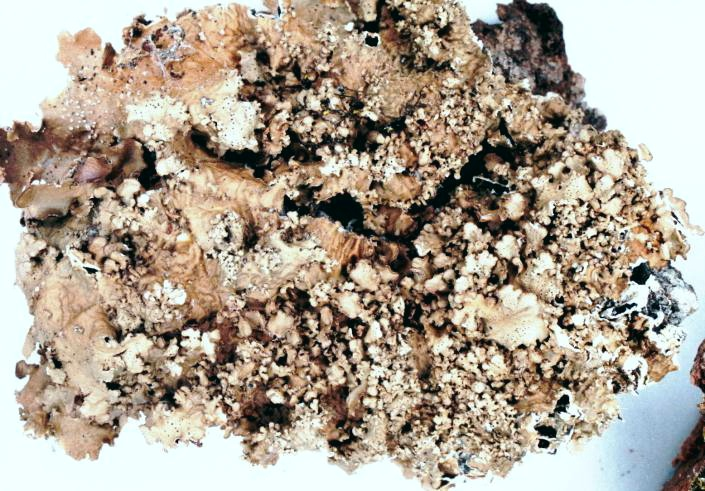
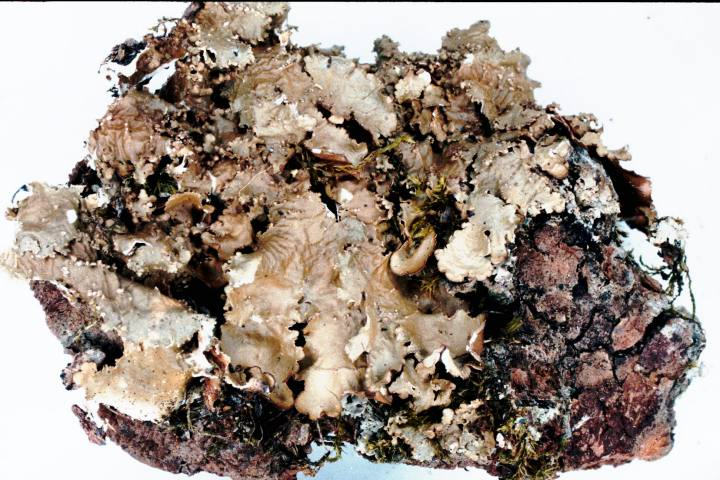
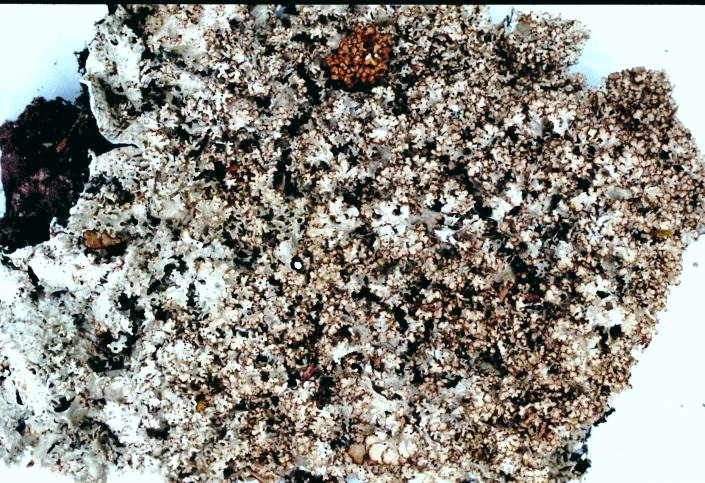